# 1704 год в науке
В 1704 году в науке и технике произошло несколько значимых событий.

## Общенаучное
Опубликовано первое издание научного энциклопедического словаря Джона Харриса Lexicon Technicum.

## Геология
Произошло землетрясение в городе Гондэр (Эфиопия).

## Физика
Исаак Ньютон опубликовал Opticks — описание экспериментов и выводов из них в области оптики и рефракции света, внесших существенный вклад в эти области знаний.

## Техника и технологии
- Английский инженер Фрэнсис Хуксби старший создал вторую в мире электрическую машину, представлявшую собой стеклянную сферу, приводимую во вращение колесом.
- Петер Дебуфрэ изобрёл спусковой механизм Дебуфрэ — первый спусковой механизм часов с трением покоя.
- Якоб Дебуфрэ впервые использовал рубины для уменьшения трения в часовых механизмах.
- В Берлине красильщиком Дизбахом (Diesbach) случайным способом впервые была получена берлинская лазурь.

## Родились
- 28 февраля — Луи Годен, французский астроном
- 4 июня — Бенджамин Хантсмен, английский изобретатель, часовых дел мастер и металлург
- 17 июня — Джон Кей, английский изобретатель
- 31 июля — Габриэль Крамер, швейцарский математик, ученик и друг Иоганна Бернулли, один из создателей линейной алгебры
- 1 сентября — Уильям Бэтти, английский психиатр
- 19 ноября — Ричард Покок, английский священник, путешественник и антрополог

## Скончались
- 2 февраля — Гийом Франсуа Лопиталь, французский математик, автор первого учебника по математическому анализу
- 15 апреля — Иоганн Худде, голландский математик
- 7 июля — Пьер-Шарль Ле Сюёр, французский торговец мехом и путешественник